# オレグ・マカロフ (宇宙飛行士)
オレグ・グリゴリイェヴィチ・マカロフ (ロシア語: Оле́г Григо́рьевич Мака́ров、1933年1月6日 - 2003年5月28日）はソビエト連邦の宇宙飛行士。

## 略歴
ソ連トヴェリ州ウドムリャに生まれる。バウマンモスクワ高等技術学校を1957年に卒業し、第1設計局（現：RSC エネルギア）でエンジニアとして勤務し、ボストーク宇宙船に関わる。1966年宇宙飛行士の訓練に選ばれる。
当初はソ連の月計画に従事し、月周回飛行に向けてアレクセイ・レオーノフと共に訓練を受けていた。しかしアポロ8号の成功を受けて、このフライト計画は中止される。
1973年、ソユーズ12号にて初飛行を果たす。2度目の飛行はソユーズ18a号だが、故障により打上げから21分後アルタイ山脈に緊急着陸している。ソユーズ27号で宇宙ステーションサリュート6号に滞在し、5日後ソユーズ26号で地球に帰還。彼の最後のミッションはソユーズT-3だった。宇宙滞在時間は合計で20日17時間44分。また彼はソユーズ17号およびソユーズT-2のバックアップ要員だった。
ソユーズT-3による最後の飛行後エネルギアで働き、ミール宇宙ステーションやエネルギア-ブラン開発に関わっている。
ソ連邦英雄を2回、レーニン勲章を4回受章。
2003年心筋梗塞によりモスクワで死去。